# Michał Kazimierz Radziwiłł (1635–1680)
Michał Kazimierz Radziwiłł herbu Trąby (ur. 26 października 1635 we Lwowie, zm. 14 listopada 1680 w Bolonii, według niektórych źródeł w Lejdzie) – książę, marszałek sejmu zwyczajnego w Warszawie w 1661 roku, podkanclerzy litewski od 1668, hetman polny litewski od 1668, wojewoda wileński od 1667, kasztelan wileński od 1661, marszałek Trybunału Głównego Wielkiego Księstwa Litewskiego w 1664 roku, podczaszy wielki litewski od 1656, krajczy wielki litewski od 1653, stolnik wielki litewski od 1652, VI ordynat nieświeski, IV ordynat ołycki, III pan na Białej, starosta upicki, przemyski, człuchowski, kamieniecki, chojnicki, lidzki, telszewski, chotenicki, homelski, ostrski, krzyczewski, propojski, gulbiński, niżyński, tędziagolski, wisztyniecki, starosta rabsztyński w 1668 roku, ambasador Rzeczypospolitej w Państwie Kościelnym w latach 1679-1680.

## Życiorys
Był synem marszałka wielkiego litewskiego Aleksandra Ludwika Radziwiłła i Tekli Radziwiłłowej z Wołłowiczów. Żonaty z Katarzyną z Sobieskich, tym samym szwagier Jana Sobieskiego.
W czasie wojen szwedzkich bronił walecznie kraju przed najeźdźcą. Był uczestnikiem konfederacji tyszowieckiej w 1655 roku. Poseł na sejm 1659 roku. Poseł powiatu brzeskolitewskiego na sejm 1661 roku. W 1661 roku otrzymał ze skarbu francuskiego 3000 liwrów. Na sejmie 1667 roku wyznaczony z Senatu komisarzem do zapłaty wojsku Wielkiego Księstwa Litewskiego. Książę Bogusław Radziwiłł w spisanym w 1668 roku testamencie uczynił go jednym z dwunastu opiekunów swej jedynej córki Ludwiki Karoliny Radziwiłłówny.	
Był członkiem konfederacji generalnej zawiązanej 5 listopada 1668 roku na sejmie konwokacyjnym. Był elektorem Michała Korybuta Wiśniowieckiego z województwa nowogródzkiego podczas elekcji w 1669 roku, podpisał jego pacta conventa. 
Za Michała Wiśniowieckiego należał do opozycji magnackiej. Był członkiem konfederacji kobryńskiej  wojsk Wielkiego Księstwa Litewskiego w 1672 roku. Brał udział w bitwie pod Chocimem, posłował w sprawie Ligi św. do cesarza, papieża i Wenecji. Gorliwy katolik, znany był z fundacji religijnych i biegłości w naukach, zwłaszcza alchemii.
Na sejmie abdykacyjnym 16 września 1668 roku podpisał akt potwierdzający abdykację Jana II Kazimierza Wazy. Po abdykacji Jana II Kazimierza Wazy w 1668 roku, popierał do polskiej korony kandydaturę palatyna reńskiego Filipa Wilhelma. Był członkiem konfederacji malkontentów w 1672 roku. Był członkiem konfederacji generalnej zawiązanej 15 stycznia 1674 roku na sejmie konwokacyjnym. Elektor Jana III Sobieskiego z powiatu lidzkiego w 1674 roku, podpisał jego pacta conventa.